# La Chapelle-Gaugain

La Chapelle-Gaugain este o comună în departamentul Sarthe, Franța. În 2009 avea o populație de 321 de locuitori.